# Juan Carlos Londoño
Juan Carlos Londoño Uribe (Medellín, 3 de abril de 1974) es un eclesiástico y misionero católico colombiano, afincado en Canadá. Es el obispo auxiliar de Quebec.

## Biografía
Juan Carlos nació el 3 de abril de 1974, en la ciudad colombiana de Medellín. Pertenece a una familia envigadeña, hijo de Horacio Londoño y Olga Inés Uribe, teniendo siete hermanos.
Estudió la carrera universitaria de finanzas internacionales, pero descubrió su vocación religiosa y abandonó sus estudios para seguirla. En 1994, ingresó en el Seminario Mayor de Medellín, donde realizó los estudios eclesiásticos.
Tras realizar estudios en la Universidad Pontificia Bolivariana, obtuvo las licenciaturas en Filosofía y Teología.
Es políglota, ya que habla: español, francés e inglés, además de dominar la lengua de señas. También posee conocimientos básicos de la lengua autóctona micmac, de los indígenas canadienses.

### Sacerdocio
Fue ordenado diácono el 21 de octubre del 2000. Su ordenación sacerdotal fue el 24 de noviembre de 2001, a manos del arzobispo Alberto Giraldo Jaramillo PSS; incardinándose en la arquidiócesis de Medellín.
Como sacerdote desempeñó los siguientes ministerios:
- Vicario parroquial de Ntra. Sra. del Rosario.
- Director de la pastoral de personas sordas.[7]
- Párroco de San Camilo de Lelis.
- Párroco de San Antonio María Claret.[3]
- Capellán de la Pastoral del Sur.

En febrero de 2008, fue enviado como misionero a la diócesis de Gaspé (Canadá), donde fue:
- Párroco en Notre-Dame des Saints-Anges en New Richmond, en Saint-Jules-de-Cascapédia, en Saint-Edgard y en la misión de la reserva indígena micmac Kateri Tekakwitha de Gesgapegiag (hasta 2017).[4]
- Párroco del sector pastoral "De la Rivière à la Montagne", que incluye las parroquias de Pointe-à-la-Croix, Pointe-à-la Garde, l'Alverne y la misión de la reserva indígena micmac de Listuguj (2017-2023), de Saint-Omer y Nouvelle (2018-2023) y de la misión de la reserva indígena micmac Kateri Tekakwitha de Gesgapegiag (2020-2023).[3]
- Miembro del Consejo Presbiteral y del Colegio de Consultores de la diócesis de Gaspé.[7]

### Episcopado
El 12 de diciembre de 2023, el papa Francisco lo nombró obispo titular de Beatia y obispo auxiliar de Quebec. Ese mismo día el cardenal-arzobispo Gérald Lacroix ISPX, le impuso el solideo y el obispo Marc Pelchat el pectoral. Fue consagrado el 22 de febrero de 2024, en la Basílica Notre-Dame de Quebec, a manos del obispo René Guay.